# Mordellistena lacensis
Mordellistena lacensis es una especie de coleóptero de la familia Mordellidae.

## Distribución geográfica
Habita en Tonkín (Vietnam).